# 서울 삼성 썬더스
서울 삼성 썬더스(영어: Seoul Samsung Thunders)는 대한민국의 수도 서울특별시를 연고로 하는 대한민국의 프로 농구단이다.

## 연혁
- 1978년: 창단
- 1983년: 삼성전자 실업농구단으로 재창단
- 1997년: 수원시를 연고지로 수원 삼성 썬더스로 프로화
- 2000년 ~ 2001년: 우승 1회
- 2001년 6월: 수원시에서 서울특별시로 연고지 이전
- 2005년 ~ 2006년: 우승 2회 (정규시즌 2위)
- 2007년 ~ 2008년: 챔피언결정전 3회 진출
- 2008년 ~ 2009년: 챔피언결정전 4회 진출
- 2010년 ~ 2011년: KBL 최초 9시즌 연속 플레이오프 진출
- 2011년 ~ 2012년: 프로 데뷔 후 구단 역사상 첫 번째 최하위 순위 기록 (10위)
- 2012년 ~ 2013년: 역대 6강 진출팀 중 최저 승률로 6강 진출 (6위, 22승 32패 0.407)
- 2013년 ~ 2014년: 구단 역사상 네 번째 플레이오프 탈락 (8위, 19승 35패 0.327)
- 2014년: 모기업 삼성전자에서 제일기획으로 변경
- 2014년 ~ 2015년: 이상민 감독 부임 첫해, 구단 역사상 두 번째 최하위 순위 기록 (10위, 11승 43패 0.204)
- 2015년 ~ 2016년: 4위팀과 경기에서 1승 3패로 4강 진출 실패 (5위, 29승 25패 0.537 7.0)
- 2016년 ~ 2017년: 이상민 감독 부임 3년차, 8년만에 챔피언결정전 5회 진출 (3위, 34승 20패 0.630 5.0)
- 2017년 ~ 2018년: 구단 역사상 다섯 번째 플레이오프 탈락 (7위, 25승 29패 0.311 0.102)
- 2018년 ~ 2019년: 구단 역사상 세 번째 최하위 순위 기록 (10위, 11승 43패 0.204)

## 우승 기록

### 국내 대회

#### 리그
- KBL 챔피언 결정전
  -  우승 (2): 2000-01, 2005-06
  -  준우승 (3): 2007-08, 2008-09, 2016-17
- KBL 정규리그
  -  우승 (1): 2000-01
  -  준우승 (1): 2005-06
- KBL D리그
  -  우승 (1): 2016-17 2차 대회

#### 컵
- 농구대잔치
  -  우승 (2): 1984-85, 1987-88
  -  준우승 (4): 1983-84, 1991-92, 1992-93, 1994-95

### 아시아 대회
- ABA 클럽 챔피언십
  -  우승 (3): 2001, 2007, 2010
- 삼성 갤럭시배 한중 농구대항전
  -  우승 (1): 2015

## 선수단

### 주요 선수

#### 현재 주요 선수
- 문태영 (2015~ )
- 라건아 (2015~ )
- 김태술 (2016~ )
- 김동욱 (2005~2011, 2017~ )
- 홍수화 (2016~ )
- 김현수 (2018~ )
- 임동섭 (2012~ )
- 천기범 (2016~ )
- 김한솔 (2018~ )
- 정준수 (2017~ )
- 김시래 (2021~ )

#### 과거 주요 선수
| - 김현준 (1983~1995) - 문경은 (1997~2001) - 이정석 (2005~2015) - 강혁 (1999~2011) - 박종천 (2003~20009) - 방경수 (2014~2015, 2016~2017) - 이규섭 (2000~2013) | - 우지원 (2001~2002) - 서장훈 (2002~2007) - 이상민 (2007~2010) - 애런 헤인즈 (2008~2009, 2010~2011) - 이시준 (2006~2017) - 이승준 (2009~2012) - 이동준 (2012~2015) | - 네이트 존슨 (2005) - 송창무 (2014~2016) - 주희정 (1998~2005, 2015~2017) - 김태형 (2011~2014, 2015~2017) - 마이클 크레익 (2016~2017) - 커티스 위더스 (2009~2010, 2015~2018) - 김승현 (2011~2014) |

## 코칭 스태프
| 직위     | 이름                 | 비고 |
| -------- | -------------------- | ---- |
| 감독     | 김효범               |      |
| 코치     | 김보현 김태경 최수현 |      |
| 트레이너 | 김형철 최승조 황정하 |      |
| 매니저   | 최수현               |      |
| 스카우트 | 박성훈 임성준        |      |
| 통역     | 이진석               |      |
| 기사     | 임병길               |      |

## 감독 연혁
| 순번 | 재임 기간 | 이름   | 비고 |
| ---- | --------- | ------ | ---- |
| 1대  | 1978-1982 | 이인표 |      |
| 2대  | 1982-1996 | 김인건 |      |
| 3대  | 1996-1997 | 최경덕 |      |
| 4대  | 1998-2004 | 김동광 |      |
| 5대  | 2004-2011 | 안준호 |      |
| 6대  | 2011-2012 | 김상준 |      |
| 7대  | 2012-2014 | 김동광 |      |
| 8대  | 2014-2022 | 이상민 |      |
| 9대  | 2022-2023 | 은희석 |      |
| 10대 | 2024-     | 김효범 |      |

## 영구 결번
- 10번: 김현준 (선수: 1983년~1995년, 감독대행: 1997년, 코치: 1998년~1999년)

## 응원가
응원 음악은 딥 퍼플의 "Smoke On The Water"와 로드 스튜어트의 "Baby Jane" 등의 원곡을 사용하고 있다.
- Go Go 썬더스
- 나나나송 (원곡: Centerfold - J Geils Band) (송대관의 "해뜰날" 표절곡)
- 사랑해 썬더스 (2006-07 시즌부터 2009-10 시즌까지 "서울 삼성 썬더스" 부분의 가사만 사용하기도 했다.)
- 승리의 썬더스
- 썬더스 예예예 (원곡: What's Up - 4 Non Blondes)
- 오오오송 (원곡: Somewhere Over The Rainbow)

## 응원단
아나운서 : 박수미
응원단장 : 김주일
치어리더 : 이주희 나혜인 김하나
윤영서 이예빈 김정연 나지원 김나은
최선미

## 경기장
- 경기장 : 잠실실내체육관

- 훈련장 : 삼성 트레이닝 센터